# Пешачке стазе НП Ђердап
Пешачке стазе, њих девет уређених на територији Националног парка Ђердап, дужине од 1,8 до 21km, обележене су планинарским ознакама.
Стазама су добро повезана места на којима се налазе природне реткости, видиковци, резервати ретке флоре, пећине, слапови и атрактивни предели.
| Назив                          | Дужина (km) | Просечан нагиб                  | Тежина       | Врста                                                                        | Време проласка |
| ------------------------------ | ----------- | ------------------------------- | ------------ | ---------------------------------------------------------------------------- | -------------- |
| Бољетинска река—Гребен         | 1,8         | око 5%                          | Лака         | Туристичка                                                                   | 30 минута      |
| Босман—Соколовац               | 10          | око 15%                         | Средње тешка | Туристичка                                                                   | 4 сата         |
| Буронов понор                  | 2,5         | 5—10%                           | Лака         | Туристичка                                                                   | 1,5 сат        |
| Велики и Мали Штрбац           | 16          | 20%                             | Средње тешка | Планинарско-туристичка                                                       | 7—8 сати       |
| Језеро Балта алу Шонту—Главица | 5           | 10%                             | Лака         | Туристичка, намењена за излете, школе у природи и панорамсо разгледање града | 2,5 сата       |
| Кањон Брњичке реке             | 21          | Уз реку 10%, уз Црни врх до 20% | Средње тешка | Туристичка                                                                   | 8 сати         |
| Ковилово                       | 4           | Уз асфалт 5%, даље до 3%        | Лака         | Туристичка                                                                   | 2,5, сата      |
| Пећина Градашница              | 2           | 15—20%                          | Средње тешка | Планинарско-туристичка                                                       | 45 минута      |
| Цигански поток—Шомрдски камен  | 12          | око 20%                         | Средње тешка | Планинарско-туристичка                                                       | 4,5 сата       |